# ديباشيس ساركار
ديباشيس ساركار مؤلف هندي، كاتب ومستشار إداري. وهو مؤلف العديد من الكتب ، وهي مؤسسة الخدمة المنهجية - تأملات ممارس في الإدارة المنهجية (٢٠١٦)، كيف يمكنني مساعدتك - 5 أخطاء يجب تجنبها في خدمة العملاء (٢٠١٣)، دروس في الإدارة المنهجية (٢٠١٢)، المنهجية في منظمات الخدمة والمكاتب - نهج شامل لتحقيق التميز التشغيلي (٢٠٠٨)، 5S لمنظمات ومكاتب الخدمات - نظرة منهجية على التحسين (٢٠٠٦) و دروس في ستة سيجما (٢٠٠٤). وهو معروف بعمله في الإدارة المنهجية والتفوق التشغيلي. ساركار هو زميل الجمعية الأمريكية للجودة. تقديراً لكتابه، دروس في الإدارة المنهجية (٢٠١٢)، حصل على ميدالية كروسبي في عام ٢٠١٤. حصل أيضًا على أول جائزة شاه الجودة البلاتينية من مجلس الجودة الهندي للعام ٢٠١٧ - ٢٠١٨ لمساهمته في مجال الجودة. كان له الفضل في وضع تصور لنموذج DEB-LOREX.

## العمل
ديباشيس ساركار مؤلف العديد من الكتب، وهي بناء مؤسسة الخدمة المنهجية - تأملات ممارس الإدارة المنهجية (٢٠١٦)، كيف يمكنني مساعدتك - 5 أخطاء يجب تجنبها في خدمة العملاء (٢٠١٣)، دروس في الإدارة المنهجية(٢٠١٢)، المنهجية في منظمات الخدمة والمكاتب - نهج شامل لتحقيق التميز التشغيلي (٢٠٠٨)، 5S لمنظمات ومكاتب الخدمات - نظرة منهجية على التحسين (٢٠٠٦) و دروس في ستة سيجما (٢٠٠٤)، و الجودة في الأعمال (٢٠٠٣)  لقد وضع تصورًا لنموذج DEB-LOREX ، وهو نهج شامل للتحول المنهجي للخدمات.
وصفته مراجعة كتاب نُشرت في  صحيفة مينت اليومية بأنه "مرجع في الإدارة المنهجية ". شغل منصب الرئيس العالمي لإعادة الهندسة في ستاندرد تشارترد، وهو رئيس مجموعة التميز المؤسسي في بنك ICICI كما شغل أيضًا مناصب قيادية مختلفة في يونيليفر وماريكو وكوكا كولا. شغل منصب رئيس قسم السيارات - فريق الهند.
ظهرت كتابات ساركار في الصريح المالي ، و المدير الذكي ، و مجلة تحسين الأداء ، وخلاصة الجودة. وهو أيضًا كاتب في العديد من المنشورات ، مثل هافينغتون بوست والأوقات الاقتصادية للهند.

## الفهرس

### الكتب
- بناء مؤسسة الخدمة المنهجية - تأملات ممارس في الإدارة المنهجية (٢٠١٦).
- كيف يمكنني مساعدتك - 5 أخطاء يجب تجنبها في خدمة العملاء (٢٠١٣).
- دروس في الإدارة المنهجية (٢٠١٢).
- المنهجية في منظمات الخدمة والمكاتب - نهج شامل لتحقيق التميز التشغيلي (٢٠٠٧).
- 5S لمنظمات ومكاتب الخدمات - نظرة منهجية على التحسين (٢٠٠٦).
- كتاب مسابقة الأعمال الهندية (٢٠٠٥) .
- دروس في ستة سيجما (٢٠٠٤) .
- مسابقة في الجغرافيا (٢٠٠٤) .
- الجودة في الأعمال (٢٠٠٣).
- كتاب مسابقة الألفية للأعمال(٢٠٠١).
- دليل المديرين لإدارة الجودة الشاملة (١٩٩٨).

## الجوائز والتقدير
- حصل أيضًا على أول جائزة شاه الجودة البلاتينية من مجلس الجودة الهندي للعام ٢٠١٧ - ٢٠١٨
- تم إدراجه في قائمة الممارسين الرائدين في المصرفيين الآسيوين في عام ٢٠١٥.
- في عام 2014 ، حصل على ميدالية فيليب كروسبي من الجمعية الأمريكية للجودة عن كتابه دروس في الإدارة المنهجية (٢٠١٢).
- عُيِّن ديباشيس زميل الجمعية الأمريكية للجودة (ASQ) في فبراير ٢٠١٣.
- تم ادراجه في من هو في الجودة من خلال تقدم الجودة ، في ٢٠٠٩.
- حصل على جائزة الريشة الذهبية مرتين من مطابع الجودة ASQ في عام ٢٠٠٨ وفي عام ٢٠٠٧.

## روابط خارجية
-الموقع الرسمي
- ديباشيس ساركار في WorldCat
-"عملاء البنوك لديهم مطالب قديمة وجديدة" (مقابلة)